# Albert Bormann
Albert Bormann (Wegeleben, 2 september 1902 - München, 8 april 1989), was een Duitse officier en NSKK-Gruppenführer (generaal-majoor) in het Nationalsozialistisches Kraftfahrkorps tijdens de tweede wereldoorlog. Bormann was een adjudant van Adolf Hitler en de jongere broer van Martin Bormann.

## Jeugd
Hij was de zoon van Theodor Bormann, een voormalige trompettist en klerk op een postkantoor en Antonie Bernhardine Mennong. Albert had een oudere stiefzus en stiefbroer uit het eerste huwelijk van zijn vader met Louise Grobler, die in 1898 gestorven was. Theodor trouwde datzelfde jaar met Mennon. Uit dit huwelijk zouden drie kinderen voortkomen, Albert en zijn oudere broer Martin, een ander kind stierf kort na de geboorte. Antonie hertrouwde, een paar maanden nadat Theodor Bormann in 1903 was overleden, met Alfred Bormann, een bankdirecteur en haar voormalige zwager. Alfred Bormann had vijf kinderen uit zijn eerdere huwelijk.
Na zijn schoolgang aan de Vorschule en het Realgymnasium, behaalde Bormann in 1922 zijn Abitur..
Bormann was van 1922 tot 1931 bankbediende.

## Nazi-periode
In 1927 werd hij lid van de NSDAP en de SA. Van 1929 tot 1931 was hij Gauführer van de Hitlerjugend in Thüringen. In april 1931 kreeg hij een job van zijn broer Martin in München bij de nazipartij. In oktober ging Albert Bormann aan de slag in de Kanzlei des Führers der Nationalsozialistische Deutsche Arbeiterpartei. De kanselarij was verantwoordelijk voor de nazipartij en haar organisaties en Adolf Hitler zelf. Bormann was anders dan zijn oudere broer Martin. Hij was groot, beschaafd en schuwde de schijnwerpers. Bormann geloofde in het grotere doel en misbruikte zijn machtspositie niet voor persoonlijk gewin. Hij raakte er bevriend met SS-Obergruppenführer Philipp Bouhler, Der Chef der Kanzlei des Führers der NSDAP (het hoofd van Hitlers kanselarij).
Hitler vond dat Bormann te vertrouwen was, hierdoor werd hij aangesteld bij een klein groepje adjudanten die geen verantwoording moest afleggen bij Martin Bormann. De verhouding tussen Albert en Martin verwaterde zo snel dat Martin Albert niet meer bij zijn naam noemde, maar als "de man die de jas van Hitler draagt".
Later in 1938 werd Bormann het hoofd van hoofdkantoor 1: Persönliche Angelegenheiten des Führers (persoonlijke aangelegenheden van Hitler) van de Kanzlei des Führers der NSDAP. Hier behandelde hij de meeste routinecorrespondentie van Hitler. Traudl Junge werkte hier voor Bormann eer ze aangesteld werd als Hitlers privésecretaresse.
Aanvankelijk betaald als SA-Sturmbannführer, volgden al snel promoties, tot groepsleider van de NSKK en leider van het Rijkshoofdkantoor van de NSDAP (1940). Voor de NSDAP was hij in 1938 lid van de Reichstag als vertegenwoordiger van het kiesdistrict Berlijn-West. Op 21 april 1945 tijdens de slag om Berlijn beval Hitler dat Albert Bormann naar Obersalzberg werd gevlogen met onder andere Karl-Jesko von Puttkamer, Theodor Morell, Hugo Blaschke, secretaresses Johanna Wolf, Christa Schroeder. De groep verliet Berlijn met verschillende vliegtuigen van de Fliegerstaffel des Führers, het persoonlijke eskadron van Hitler in de volgende 3 dagen.

## Na de oorlog
Na het einde van de oorlog, veranderde Bormann zijn naam in Roth. Tot april 1949 werkte hij op een boerderij, tot aan zijn arrestatie. Hij werd door een denazificatierechtbank veroordeeld tot zes maanden dwangarbeid tot aan zijn vrijlating in oktober 1949. Bormann verafschuwde zijn broer Martin zo hard dat hij weigerde over Martin te spreken tijdens interviews na de oorlog. Bormann weigerde ook zijn memoires te schrijven. Albert Bormann overleed in München in april 1989.

## Decoraties
- Gouden Ereteken van de NSDAP (nr.60507[6])
- Dienstonderscheiding van de NSDAP in zilver
- Ehrenwinkel der Alten Kämpfer